# Mosaikform
|  | Dieser Artikel wurde aufgrund von formalen oder inhaltlichen Mängeln in der Qualitätssicherung Biologie zur Verbesserung eingetragen. Dies geschieht, um die Qualität der Biologie-Artikel auf ein akzeptables Niveau zu bringen. Bitte hilf mit, diesen Artikel zu verbessern! Artikel, die nicht signifikant verbessert werden, können gegebenenfalls gelöscht werden. Lies dazu auch die näheren Informationen in den Mindestanforderungen an Biologie-Artikel. |

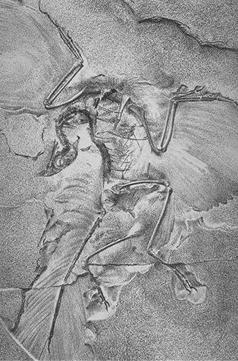
„Berliner Exemplar“ des Urvogels Archaeopteryx

Als Mosaikformen (auch evolutionäres Bindeglied) bezeichnet man in der Evolutionsbiologie Organismen, die Merkmale zweier Taxa besitzen. Dabei stehen sie nicht zwangsläufig in gradliniger Beziehung zu den beiden Taxa, es können auch nahe Verwandte davon sein.
Mosaikformen werden daher auch als Zwischenformen oder als Übergangsformen bezeichnet. Es handelt sich dabei jedoch um Organismen, die Merkmale von stammesgeschichtlich älteren und stammesgeschichtlich jüngeren biologischen Gruppen in sich vereinen. Sie stehen evolutionsbiologisch betrachtet zwischen den beiden Taxa.

## Synonyme
„Missing Link“ bezeichnet eine hypothetische Mosaikform, also ein Bindeglied zwischen zwei Taxa, das noch nicht gefunden wurde. Im Englischen wird diese Bezeichnung auch nach dem Fund beibehalten, im Deutschen wird sie dann in „Mosaikform“ oder im Sinne einer Interpretation zu „Übergangsform“ verändert. Synonym sind auch die Bezeichnungen „connecting link“, Brückenform oder Brückentier.
Während die Bezeichnung „Mosaikform“ lediglich beschreibt, dass ein Organismus Merkmale unterschiedlicher Taxa aufweist, interpretiert „Übergangsform“ den dazugehörigen Organismus in die stammesgeschichtliche Entwicklung.
Heute lebende Tierarten, die in großem Maße Merkmale eines alten Taxons aufweisen, aus dem sich jüngere Taxa entwickelten, werden als „lebendes Fossil“ bezeichnet.

## Bedeutung der Mosaikformen
Aus der Biogenese ergibt sich, dass es in der Evolution Individuen (beziehungsweise Taxa) geben muss, die an der Grenze zwischen verschiedenen Arten (beziehungsweise höheren Taxa) stehen. Bis zum Zeitpunkt der Entdeckung fehlende Fossilienfunde, die an der Grenze zwischen höheren Taxa stehen, werden als „Missing Link“ („fehlendes Bindeglied“) bezeichnet, da höhere Taxa in der Regel keine heute noch lebenden Übergangsformen kennen. Einige dieser Missing Links sind inzwischen aus dem Fossilbericht bekannt.
Die als Fossilien entdeckten Mosaikformen – das bekannteste Beispiel ist der Urvogel Archaeopteryx – sind somit wichtige, von der Evolutionstheorie vorhergesagte Beobachtungen im Hinblick auf die Entwicklung von Taxa, denn sie zeigen, dass beispielsweise zwei so verschiedene Taxa wie die Krokodile und die Vögel miteinander verwandt sind (beide sind Archosaurier). Mosaikformen waren zu Lebzeiten normale funktionsfähige Lebewesen, ihre Rolle als Bindeglied ergibt sich erst daraus, dass die heutigen höheren Taxa, zwischen denen sie stehen, gut getrennt werden können und keine Übergangsform bis heute überlebt hat. Das „Mosaik“ ergibt sich daher erst in der nachträglichen Betrachtung des Fossilberichts aus heutiger Perspektive.

## Beispiele für Mosaikformen

### Panderichthys(fossil)
Panderichthys lebte vor ungefähr 360 bis 370 Millionen Jahren und wird als urtümlicher Quastenflosser beschrieben, bei dem die Knochen der vorderen Brustflossen bereits weitgehend zu Beinen umgebaut waren, während die hinteren Bauchflossen noch weitgehend fischähnlich aussahen. Auch seine stark erweiterten Atemlöcher werden im Sinne einer Übergangsform gedeutet, als Bindeglied zwischen den Kiemen der Fische und den Gehörgängen der Landwirbeltiere.

### Tiktaalik(fossil)

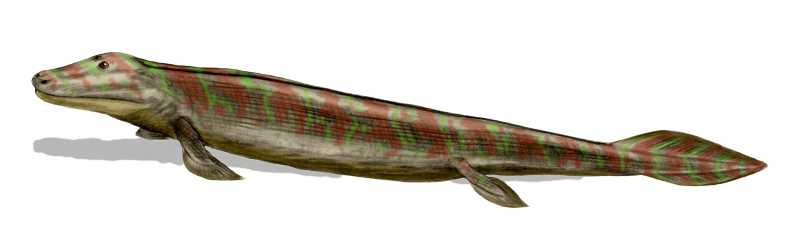
Lebendrekonstruktion von Tiktaalik

Die Entdeckung des fossilen Tiktaalik roseae hat erhellt, in welcher Reihenfolge Knochenfische Merkmale der Landwirbeltiere (Tetrapoden) entwickelten. Als Vorfahren von Tiktaalik gelten Panderichthys-artige Fische.

### Ichthyostega(fossil)

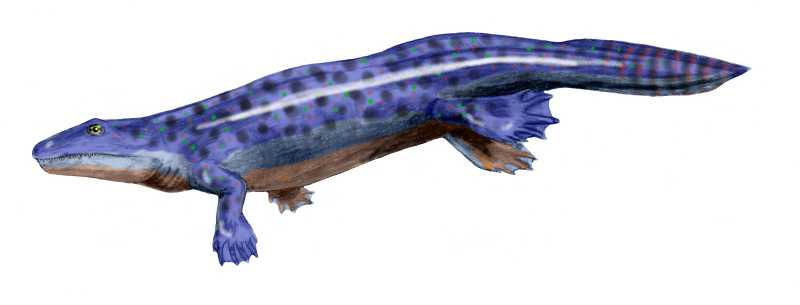
Lebendrekonstruktion von Ichthyostega

Der knapp einen Meter große Ichthyostega, der vor ungefähr 400 Millionen Jahren lebte, stellt ebenfalls ein Bindeglied zwischen Fischen und Amphibien dar. Vermutlich schaffte dieses Tier – als erster Tetrapode – den Übergang vom Wasser zum Land, nicht wie der typische Quastenflosser nur mit knochenverstärkten Flossen ausgestattet, sondern mit richtigen Gliedmaßen, die es ihm möglich machten, auf dem Land herumzuwandern. Überreste des etwa 1,5 Meter langen Ichthyostega wurden in Grönland gefunden.
| Merkmale der Knochenfische | Amphibienmerkmale                                                                                        |
| - Schuppen - Flossensaum   | - Extremitäten statt Flossen - Schulter- und Beckengürtel - amphibische Schädelform - Lunge statt Kiemen |

Die Beine von Ichthyostega waren sehr abgespreizt und noch als Paddel zum Schwimmen geeignet. Sie konnten kein größeres Körpergewicht tragen.

### Gerobatrachus(fossil)
Gerobatrachus hottoni lebte vor rund 290 Millionen Jahren im frühen Perm. Sein Aussehen deutet darauf hin, dass dieses Tier ein gemeinsamer Vorfahre von Froschlurchen und Schwanzlurchen gewesen sein könnte. Vor allem Schädel, Wirbel und Zähne weisen eine Mischung von Frosch- und Salamandereigenschaften auf.

### Seymouria(fossil)

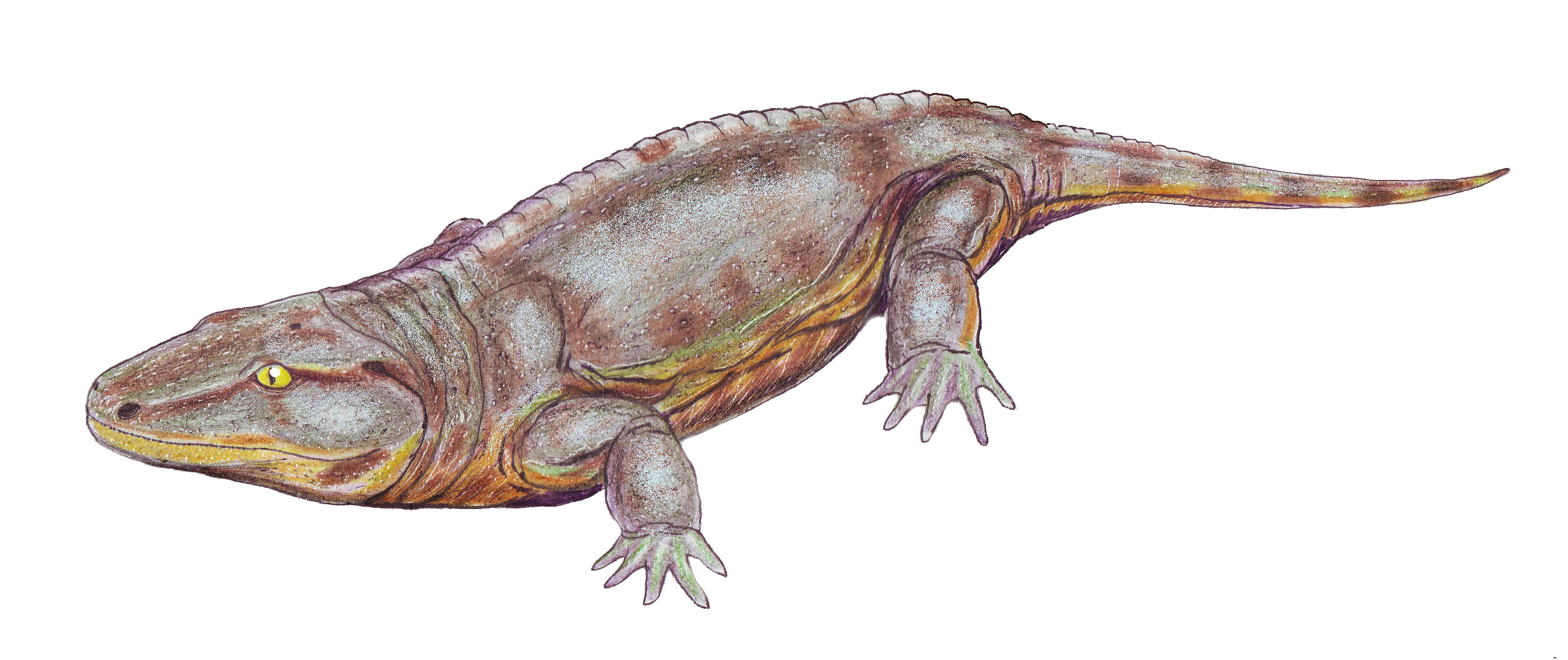
Lebendrekonstruktion von Seymouria. Das Tier war etwa 60 Zentimeter lang.

Die zu den Reptiliomorpha gehörende Gattung Seymouria aus dem frühen Perm von Nordamerika und Europa gilt als Mosaikform mit Amphibien- und Reptilienmerkmalen und stehen damit am Übergang zur voll-terrestrischen Lebensweise der Amnioten.

### Therapsiden (fossil)
Der Übergang zwischen „Reptilien“ und Säugetieren war ebenfalls lange Zeit ein Rätsel. Dies kam unter anderem daher, weil man annahm, dass sich die Säuger zum beginnenden Mesozoikum, dem Ende der Trias aus den Reptilien entwickelt haben. Heute weiß man, dass die Säugetiere sehr viel älter sind und neben den Dinosauriern in deren Schatten überdauert haben. Den folgenden Gruppen gehört eine Anzahl an Mosaikformen an, die zwischen Reptilien und Säugetieren anzusiedeln sind:
- Pelycosauria
- Therapsida
- Cynodontia

Ein besonders interessantes Phänomen in der Säugerentwicklung ist die Entstehung des Innenohrs durch eine komplexe Umbildung einiger Kieferknochen.

### Cynognathus(fossil)
Cynognathus kann als Bindeglied zwischen den primitiven Therapsiden und den Säugetieren angesehen werden. Cynognathus hatte einen echsenähnlichen Körper und Schwanz, in der Schädelanatomie zeigen sich jedoch bereits einige säugerähnliche Merkmale. Die Therapsiden wurden darum auch als „säugtierähnliche Reptilien“ bezeichnet.

### Yanoconodon(fossil)
Das mesozoische Fossil Yanoconodon allini wurde erstmals 2007 wissenschaftlich beschrieben. Es zeigt in seinem Unterkiefer Merkmale, die einen Übergang von am Unterkieferknochen festsitzenden Gehörknöchelchen zu den im Verlauf der Evolution vom Unterkiefer abgelösten frei beweglichen Gehörknöchelchen der Säugetiere belegen.

### Heteronectes chaneti(fossil)
Heteronectes chaneti nimmt eine vermittelnde Position zwischen den bilateral symmetrischen Fischen und den Plattfischen ein: Das eine Auge des Tieres befindet sich an der für Fische üblichen seitlichen Position, das andere Auge auf der entgegengesetzten Kopfseite weit über der üblichen Position, unmittelbar neben der Rückenmitte.

### Schnabeltier (rezent)
Das Schnabeltier zeigt Merkmale von Reptilien und Säugetieren sowie einzelne vogelähnliche Merkmale. 
| Reptilienmerkmale | Säugetiermerkmale |
| - eierlegend wie viele, jedoch längst nicht alle Reptilien (und wie alle Vögel) - besitzt Kloake (Ausgänge der Geschlechtsorgane und Ausscheidungsorgane) - Kiefer ist schnabelförmig und mit Hornplatten überzogen, ähnlich einigen Reptilien (und allen Vögeln) - Schultergürtel mit Rabenbein und Zwischenschlüsselbein wie bei Reptilien (und Vögeln) | - Behaarung - Milchdrüsen - Gehörknöchelchen - Durch aktive Thermoregulation gleichbleibende Körpertemperatur (Endothermie, „Warmblütigkeit“) - Beutelknochen am Becken |

Die männlichen Tiere besitzen Giftdrüsen, die in manchen Eigenschaften denen von (manchen) Reptilien ähneln, die sich jedoch unabhängig entwickelt haben.
Mit den Vögeln teilen die Schnabeltiere (wie auch die gesamten Kloakentiere) nicht nur einige äußere Merkmale, sondern ähneln ihnen auch in einigen Merkmalen des Chromosomensatzes. Sowohl im Gegensatz zu diesen als auch zu allen anderen Säugern bestimmt sich ihr Geschlecht über fünf X- und fünf Y-Chromosomen (bei männlichen Tieren) oder zehn X-Chromosomen (bei weiblichen Tieren). Einiges deutet darauf hin, dass sich die X/Y-Geschlechtsdifferenzierung bei den Kloakentieren einerseits und Beutel- sowie Plazentatieren andererseits unabhängig voneinander entwickelt hat. Konsens herrscht inzwischen darüber, dass es sich bei Kloakentieren nicht um Vorfahren der übrigen rezenten Säugetiere, sondern um eine unabhängige frühe Seitenlinie der Säugetiere handelt.

### Meeressäuger und landlebende Säuger
Wie fast jede Wirbeltierklasse, so haben auch die Säuger meeresbewohnende Abstammungslinien („Meeressäuger“) hervorgebracht. Wale stammen beispielsweise von landlebenden, noch relativ hirschferkelähnlichen Paarhufern ab.
- Indohyus, ein hundeähnlicher Raoellidae
- Pakicetus
- Ambulocetus natans (schwimmt überwiegend)
- Rodhocetus
- Basilosaurus
- Dorudon (Hinterextremitäten rudimentär)

### Archaeopteryx(fossil)
Die Verbindung zwischen Reptilien und Vögeln war lange Zeit ein Missing Link. Heute ist der Archaeopteryx die wohl bekannteste Mosaikform. Er weist Merkmale von Vögeln und von Reptilien auf.
| Vogelmerkmale | Reptilienmerkmale |
| - Vogelschädel mit großen Augen und Schnabel - Federkleid - vogelflügelähnliches Armskelett (mit Fingern) - Gabelbein (V-förmig verwachsene Schlüsselbeine) ist vorhanden - nach hinten gerichtetes Schambein - teilweise Verschmelzung der Mittelfußknochen - opponierende Zehe (die erste Zehe ist den anderen gegenübergestellt) | - Kegelzähne in Ober- und Unterkiefer - Rippen ohne Versteifungsfortsätze - kleines, flaches Brustbein - drei freie Finger mit Krallen an den Vorderextremitäten, Krallen an den Hintergliedmaßen - lange Schwanzwirbelsäule - bewegliche Rückenwirbel (freibeweglich in Brust- und Beckenbereich) - kleines, einfaches Gehirn - nicht verwachsener Mittelfußknochen - Schien- und Wadenbein sind nicht verwachsen - Bauchrippen ohne Fortsätze - saurierartiges Becken |

Die modernen Vögel gehen graduell über eine lange Reihe bekannter Mosaikformen aus den Sauriern hervor. Darunter (in aufsteigender Reihenfolge):
| der Gruppe der Vögel noch nicht zugehörig: - Eoraptor - Herrerasaurus - Ceratosaurus - Allosaurus - Compsognathus und Sinosauropteryx - Protarchaeopteryx - Caudipteryx und Beipiaosaurus - Velociraptor, Sinornithosaurus und Microraptor | bereits der Gruppe der Vögel zugehörig: - Archaeopteryx und Rahonavis - Confuciusornis - Sinornis - Patagopteryx - Hesperornithiformes - Apsaravis - Ichthyornis |

Bisher fand man seit Ende des 19. Jahrhunderts zwölf Exemplare von Archaeopteryx und eine Feder im Kalkstein (dem Plattenkalk) von Steinbrüchen bei Eichstätt und Solnhofen (Bayern). Trotz der zum Teil sehr gut erhaltenen Fundstücke, die einen guten Einblick in die Evolution der Vögel erlauben, streiten sich die Experten darüber, ob der elstergroße Archaeopteryx richtig fliegen oder nur von Bäumen herabgleiten konnte, da Schultergürtel und Brustbein nicht verbunden waren, was wegen der Belastung bei Vögeln aber notwendig ist. Auffällig ist der Hornring um die Augen und die fingerartigen Krallen an den Flügeln; bei heutigen Vögeln sind alle Gliedmaßen in die Flügel einbezogen. Aus den Schuppen der Vorfahren haben sich die Federn entwickelt.